# Ramon Puig i Coll
Ramon Puig i Coll (Gombreny, Ripollès, 1868 - 1936) Fou sacerdot i vicari.

## Biografia
Va fer els estudis al Seminari de Vic. Un cop ordenat sacerdot (1891), anà de vicari a Granollers de la Plana (1891) i a Sant Quirze de Besora (1893). En aquest últim any va entrar de secretari d'estudis del Seminari de Vic (1893-1899). Durant aquest període substitueix diverses càtedres, entre elles la d'hermenèutica. En 1907 va impartir llatí, castellà i catecisme. Després de guanyar les oposicions, en 1906 va ser ascendit a una càtedra de teologia i, uns quants anys més tard, a una de Sagrada Escriptura. Tenint la Summa de sant Tomàs per text, ensenyà institucions teològiques des de 1907 fins a 1931. A més, impartí història natural (1907-1931), introducció general a la Sagrada Escriptura, (1911-1915), patrologia i Eloquentia sacra et explanatio Encyclicarum (1931-1936) i teologia dogmàtica (1932-1936). Amb la lliçó Non omnia infiedelium opera sunt peccata es presentà a la canongia magistral de la catedral de Vic (4/9/1909).